# 3019 Kulin
3019 Kulin (1940 AC) là một tiểu hành tinh vành đai chính được phát hiện ngày 7 tháng 1 năm 1940 bởi G. Kulin ở Budapest.